# Hexafluorfosforečnany
Hexafluorfosforečnany jsou soli obsahující hexafluorfosforečnanový anion PF -
6 , jejich molekuly bývají oktaedrické. PF -
6  má stejnou elektronovou konfiguraci jako fluorid sírový (SF6), hexafluorokřemičitanový anion SiF 2-
6  a fluoroantimoničnanový anion SbF -
6 . Jelikož je slabým nukleofilem, tak bývá řazen mezi nekoordinující anionty.

## Příprava

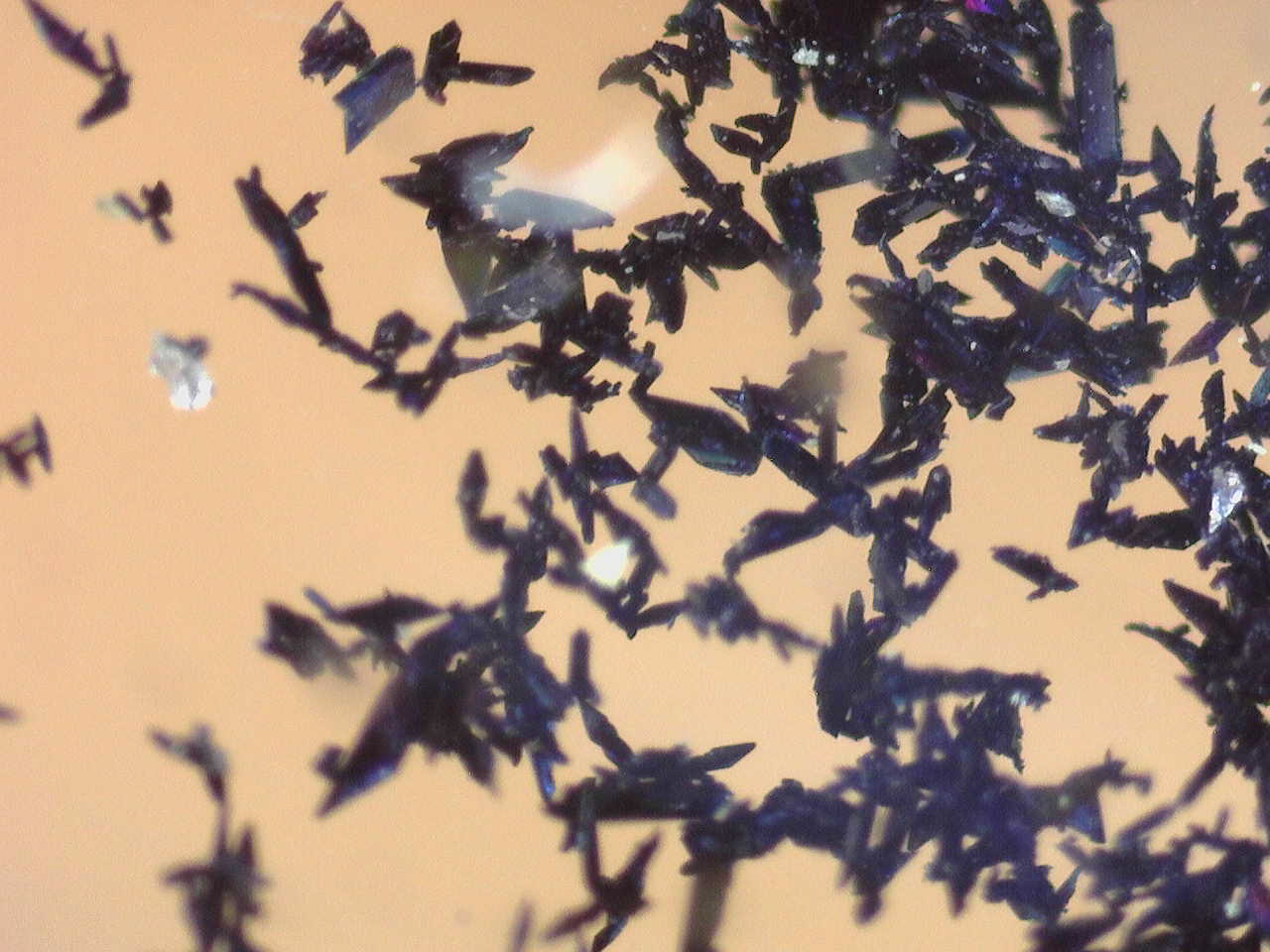
Krystaly hexafluorfosforečnanu ferrocenia, [Fe(C_{5}H_{5})_{2}]PF_{6}

Hexafluorfosforečnany lze připravit reakcí chloridu fosforečného s halogenidem alkalického kovu nebo amonného kationtu v kyselině fluorovodíkové:
PCl5 + MCl + 6 HF → MPF6 + 6 HCl
Kyselinu hexafluorfosforečnou je možné získat reakcí fluorovodíku s fluoridem fosforečným:. Jedná se o silnou Brønstedovu kyselinu, obvykle připravovanou krátce před použitím.
PF5 + HF → HPF6
K bezpečnému provedení těchto reakcí a omezení nebezpečnosti kyseliny fluorovodíkové a fluorovodíku je třeba zvláštní vybavení.

## Stanovení
Bylo vyvinuto několik metod stanovení koncentrace hexafluorfosforečnanových iontů. Tetrafenylarsoniumchlorid, [(C6H5)4As]Cl, je možné použít při titračním i gravimetrickém stanovení. Tyto postupy jsou založeny na tvorbě hexafluorfosforečnanu tetrafenylarsonia:
[(C6H5)4As]+ + PF -
6  → [(C6H5)4As]PF6
Koncentraci hexafluorfosforečnanů je rovněž možné určit spektrofotometricky pomocí ferroinu.

## Reakce

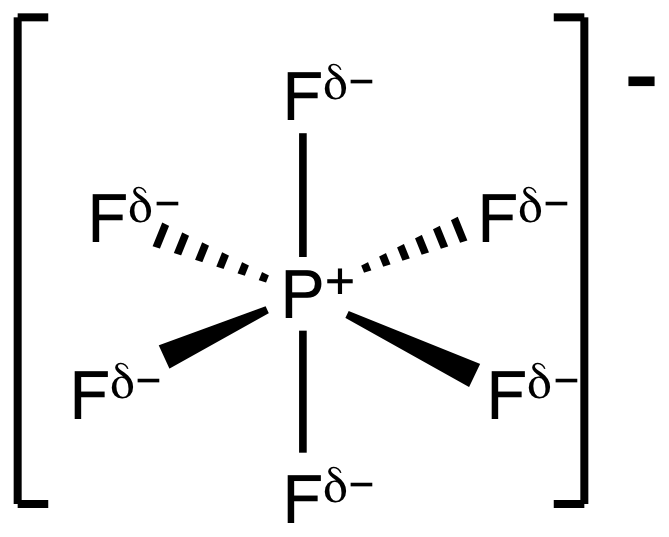
Hexafluorfosforečnany mají částečný (delokalizovaný) záporný náboj na fluoridových centrech.

Hydrolýza hexafluorfosforečnanů v zásaditém prostředí probíhá velmi pomalu, což platí také v kyselých roztocích. Rozklad hexafluorfosforečnanů za vzniku fluorovodíku ovšem lze provést v iontových kapalinách.

### Organokovová a anorganická syntéza
Hexafluorfosforečnanový anion je častým protiiontem u kationtových komplexů kovů. Je, společně s tetrafluorboritanovým (BF -
4 ) a chloristanovým (ClO -
4 ) jedním ze tří často používaných nekoordinujících aniontů; z těchto tří iontů má nejslabší sklony k tvorbě komplexů.
Hexafluorfosforečnany lze připravit reakcemi hexafluorofosforečnanu stříbrného s halogenidy, přičemž vysrážení stříbrného halogenidu usnadňuje provedení reakce. Protože jsou hexafluorfosforečnany často nerozpustné ve vodě, ale rozpustné v polárních organických rozpouštědlech, tak přidání i malého množství hexafluorofosforečnanu amonného (NH4PF6) do vodných roztoků řady anorganických i organických solí způsobí vysrážení hexafluorfosforečnanů; příkladem je příprava solí rhodocenia:
RhCl3·xH2O + 2 C5H6 + NH4PF6 → [(η5-C5H5)2Rh]PF6 + 2 HCl + NH4Cl + x H2O
Hexafluorofosforečnan tetrakis(acetonitril)měďný se připravuje přidáním kyseliny hexafluorofosforečné do suspenze oxidu měďného v acetonitrilu.
Cu2O + 2 HPF6 + 8 CH3CN → 2 [Cu(CH3CN)4]PF6 + H2O

### Solvolýza komplexů
Hexafluorfosforečnanový anion je většinou stabilní a tak je vhodným protiiontem, avšak pomocí vysoce elektrofilních kovových center lze indukovat jeho solvolýzu. Příkladem je komplex [(η5-C5Me5)Rh(Me2CO)3](PF6)2, který se rozkládá při zahřívání v acetonu za vzniku difluorfosforečnanového komplexu [(η5-C5Me5)Rh(μ-OPF2O)3Rh(η5-C5Me5)]PF6.

## Využití
V praxi se obvykle využívá jedné z následujících vlastností hexafluorfosforečnanového aniontu: jde o nekoordinující anion, jeho sloučeniny jsou rozpustné v organických rozpouštědlech, obzvláště polárních, ale nerozpustné ve vodě a je velmi odolný vůči zásadité i kyselé hydrolýze.

### Lithium-iontové akumulátory
Lithná sůl hexafluorfosforečnanového aniontu, hexafluorofosforečnan lithný, se používá v lithium-iontových akumulátorech, kde se využívá její dobré rozpustnosti v organických rozpouštědlech a odolnosti vůči redukci na katodě z alkalického kovu. Protože jsou lithné ionty v těchto akumulátorech přítomny převážně v komplexech s elektrolytem, tak je i zde vhodné, že u hexafluorfosforečnanu jde o nekoordinující anion.

### Iontové kapaliny
Bylo připraveno několik iontových kapalin kapalných při pokojové teplotě, jako je například 1-butyl-3-methylimidazoliumhexafluorfosfát (zkráceně bmimPF6). K výhodám použití nekoordinujících aniontů oproti koordinujícím patří větší odolnost vůči vysokým teplotám. 1-Butyl-3-methylimidazoliumhexafluorfosfát se rozkládá na N-methylimidazol a 1-chlorbutan nebo na N-butylimidazol a chlormethan; u bmimPF6 k takovým rozkladům nedochází, byl však popsán tepelný rozklad za vzniku fluorovodíku.